# Satin rouge
Satin rouge è un film del 2002 diretto da Raja Amari.

## Riconoscimenti
- Torino Film Festival
  - Miglior film